# Заире
Заире (порт. Zaire) — провинция в Анголе. Административный центр провинции — город Мбанза-Конго. Другие города провинции: Сойо, Томбоко, Ноки.

## География
Провинция Заире расположена на крайнем северо-западе Анголы. На юг от неё находится провинция Бенго, на восток — провинция Уиже. На севере провинции Заире проходит государственная граница между Анголой и Демократической Республикой Конго, на западе лежит Атлантический океан.
Площадь провинции составляет 40 130 км². Заире расположена между устьем реки Конго на севере и рекой Ложе на юге. Территория её уходит от побережья вглубь африканского континента на 300 километров.

## Население
По данным на 2014 год численность населения провинции составляла 567 225 человек.
Динамика численности населения провинции по годам:
| 1995    | 2004    | 2013    | 2014    |
| ------- | ------- | ------- | ------- |
| 247 000 | 332 000 | 461 752 | 567 225 |

## Административное деление
В административном отношении провинция подразделяется на 6 муниципалитетов:
- Мбанза-Конго
- Сойо
- Томбоко
- Нзето
- Ноки
- Квимба

## Экономика
Основой хозяйства Заире являются сельское хозяйство и добыча полезных ископаемых, а также рыболовство. В провинции разрабатываются месторождения нефти, железной руды, фосфатов, свинца, цинка. В сельском хозяйстве развито скотоводство, выращиваются кофе, цитрусовые, ананасы, орехи кешью, рис, соя. Имеются также предприятия по производству строительных материалов.